# Stolberg-Wernigerode
El Principado y condado de Stolberg-Wernigerode (en alemán: Fürstentum und Grafschaft Stolberg-Wernigerode) fue un condado del Sacro Imperio Romano Germánico localizado en la región del Harz en torno a Wernigerode, ahora parte de Sajonia-Anhalt, Alemania. Fue gobernado por una rama de la Casa de Stolberg.

## Historia
Los condes de Wernigerode se extinguieron en 1429 y sus territorios fueron heredados mediante la ley Sálica por los condes de Stolberg, condes soberanos del Sacro Imperio desde principios del siglo XI. El 31 de mayo de 1645, la línea del Harz de Stolberg-Stolberg fue dividida entre una línea mayor de Stolberg-Wernigerode y una línea menor de Stolberg-Stolberg. Debido a que Wernigerode fue gravemente dañada durante la Guerra de los Treinta Años, los condes de Stolberg-Wernigerode también residieron en el Palacio de Ilsenburg.

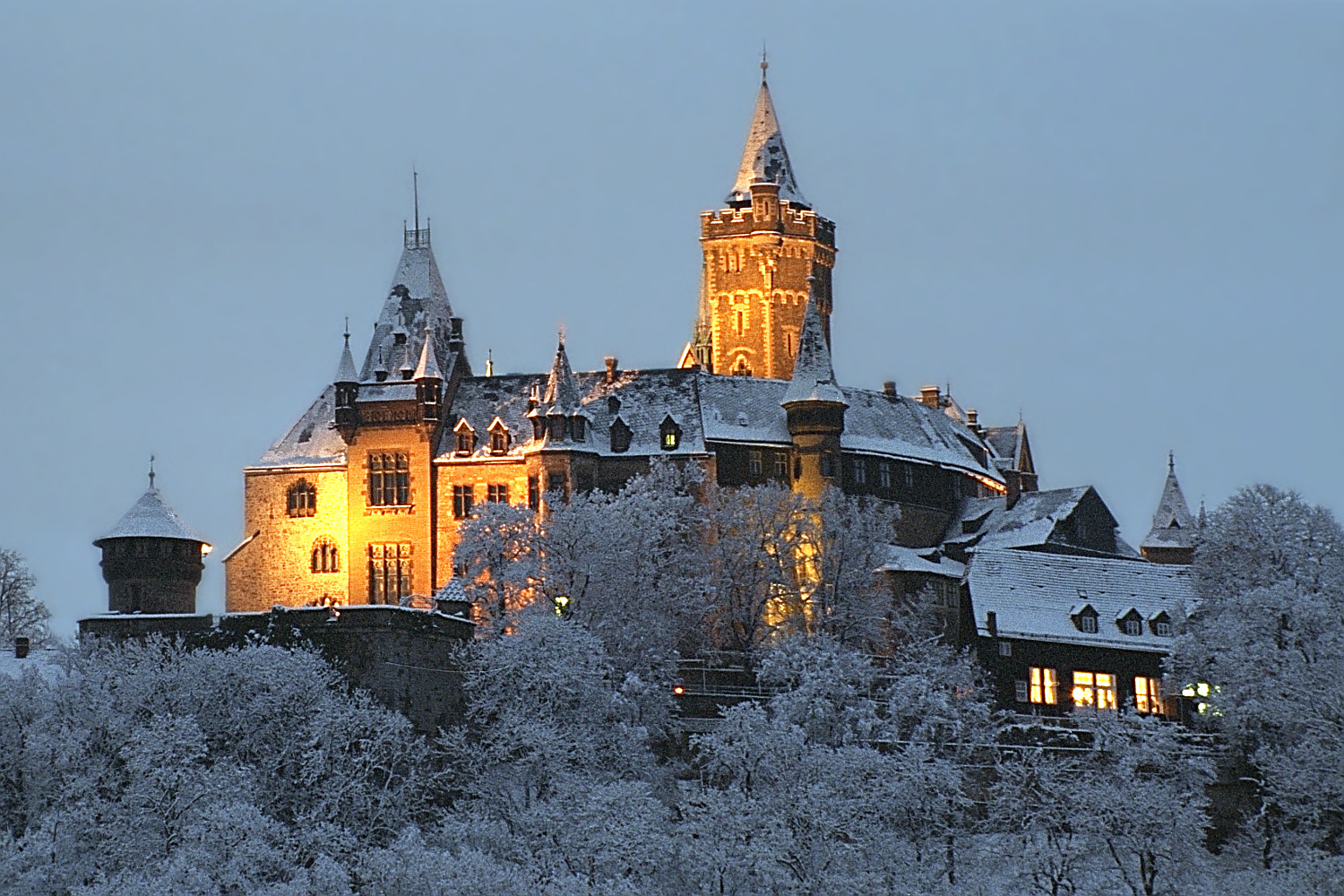
Palacio de Wernigerode.

La ciudad de Gedern en Hesse, adquirida en 1535, se convirtió en la sede de la rama cadete de Stolberg-Gedern en 1677. Esta línea menor, elevada a principado imperial por el emperador Carlos VII de Wittelsbach en 1742, fue readquirida por Stolberg-Wernigerode en 1804. La línea de Wernigerode también recuperó Stolberg-Schwarza el 14 de septiembre de 1748.
En 1714, el conde Cristián Ernesto rindió su ejército y la independencia fiscal de Stolberg-Wernigerode al rey Federico Guillermo I de Prusia, aunque todavía mantuvo la autoridad sobre sus territorios como conde. El condado fue mediatizado en 1807 y formó parte del Reino de Westfalia. En el Congreso de Viena de 1815, Stolberg-Wernigerode fue cedido a Prusia, aunque los sucesivos condes conservaron derechos de soberanía hasta 1876. El territorio fue incorporado a la prusiana Provincia de Sajonia en 1815.
Los condes de Stolberg-Wernigerode fueron considerados Reichsfrei. Los hijos de los príncipes y princesas llevaron el título de príncipe/princesa zu Stolberg-Wernigerode y el tratamiento de Alteza Serenísima. Otros miembros de esta línea ostentaban el título de Conde/condesa zu Stolberg-Wernigerode (no deben confundirse con condes ordinarios), con el tratamiento de Alteza Ilustrísima.

## Condes y príncipes de Stolberg-Wernigerode

### Condes de Stolberg-Wernigerode
- Enrique Ernesto (1645-1672)
- Ernesto, hijo (1672-1710)
- Cristián Ernesto, sobrino (1710-1771)
- Enrique Ernesto, hijo (1771-1778)
- Cristián Federico, hijo (1778-1824)
- Enrique, hijo (1824-1854)
- Otón, nieto (1854-1896), Vicecanciller de Alemania, Príncipe desde 1890

### Príncipes de Stolberg-Wernigerode
- Otón, nieto (1854-1896), Vicecanciller de Alemania, Príncipe desde 1890
- Cristián, hijo (1896-1940)
- Botho, hijo (1940-1989)
- Cristián Enrique, hijo (1989-2001)
- Felipe, hijo (*1967)[1]